# Cocoseae
Cocoseae — триба кокосових пальм родини Arecaceae. Cocoseae поширені в основному в неотропічних регіонах.

## Опис
Плід Cocoseae — видозмінена кістянка. Ендокарпій, як правило, склеренхіматозний і захищає насіння від хижацтва та висихання. Найбільш очевидною синапоморфією видів цієї триби є наявність в ендокарпії трьох або більше «вічок» або пор проростання.

## Роди
Триба містить такі роди:

підтриба Beccariophoenicinae
- Beccariophoenix — 3 види, ендеміки Мадагаскару

підтриба Butiinae
- Allagoptera — 6 видів з Південної Америки
- Butia — 22 види з Південної Америки
- Jubaea — 1 вид, ендемік Чилі
- Jubaeopsis — 1 вид, ендемік ПАР
- Cocos — 1 вид, пн.-сх. Австралія, Нова Гвінея, Філіппіни та інші тихоокеанські острови цього регіону
- Parajubaea — 3 види з Південної Америки
- Syagrus — 67 видів з Південної Америки
- Voanioala — 1 вид, ендемік Мадагаскару

підтриба Attaleinae
- Attalea — 65 видів із Центральної й Південної Америки

підтриба Elaeidinae
- Barcella — 1 вид з Південної Америки
- Elaeis — 2 види з Африки, Центральної й Південної Америки

підтриба Bactridinae
- Acrocomia — 9 видів із Центральної й Південної Америки
- Aiphanes — 38 видів із Центральної й Південної Америки
- Astrocaryum — 39 видів із Центральної й Південної Америки
- Bactris — 79 видів із Центральної й Південної Америки
- Desmoncus — 24 види з Центральної й Південної Америки